# Сан Пјетро (Тревизо)
Сан Пјетро је насеље у Италији у округу Тревизо, региону Венето.
Према процени из 2011. у насељу је живело 347 становника. Насеље се налази на надморској висини од 263 м.